# 奧瑟瑙巴赫河
51°01′42″N 7°06′03″E / 51.028439°N 7.100836°E
奧瑟瑙巴赫河（德語：Osenauer Bach），是德國的河流，位於該國西部，處於北萊茵-威斯特法倫州，屬於丁恩河的右支流，河道全長1.8公里，流域面積0.8平方公里。